# Portão do Leão

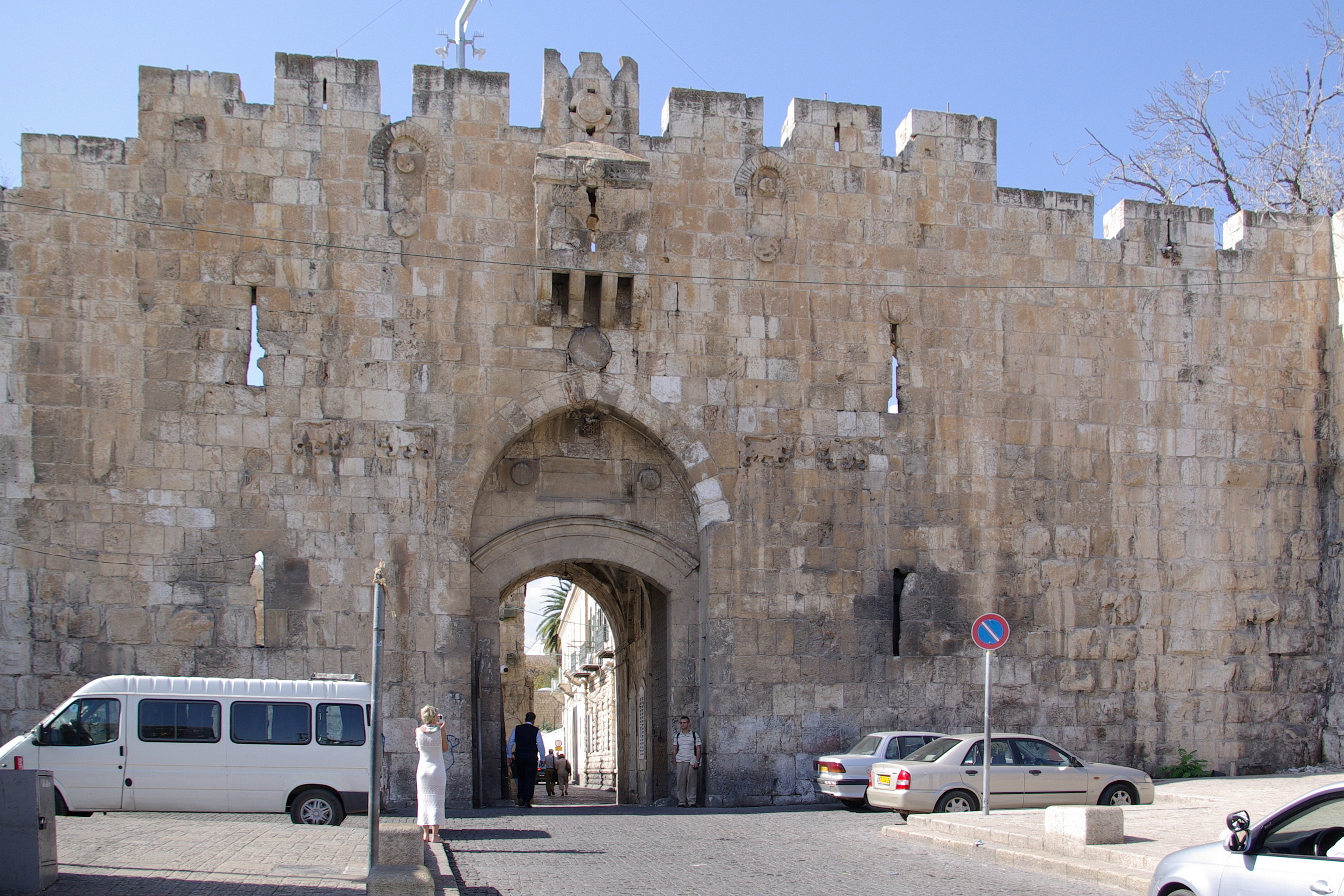
Portão do Leão ou Portão de Santo Estevão.

Porta do Leão (em hebraico: שער האריות Sha'ar Ha'Arayot; em árabe: باب الأسباط [também conhecido como Portão de Santo Estevão ou Portão das Ovelhas]) está localizado na cidade velha de Jerusalém, em Israel. Localizado na parte leste da cidade antiga, do lado do Vale de Cédron, marca o início da caminhada que, na tradição cristã, Jesus teria passado antes de chegar ao Calvário pela Via Dolorosa.
O Portão do Leão foi construído pelos otomanos por volta de 1517, depois da derrota dos mamelucos do Egito. Diz a tradição que, o sultão Suleimã, o magnífico, tinha planos de nivelar a cidade de Jerusalém, mas que leões famintos estavam ao seu encontro para devorá-lo. Suleimã foi poupado ao prometer que construiria muros ao redor de Jerusalém para protegê-la de invasões de inimigos. Isso fez com que o leão fosse o símbolo da cidade, embora este já fosse representado na época do Reino de Judá, no qual Jerusalém era a capital.

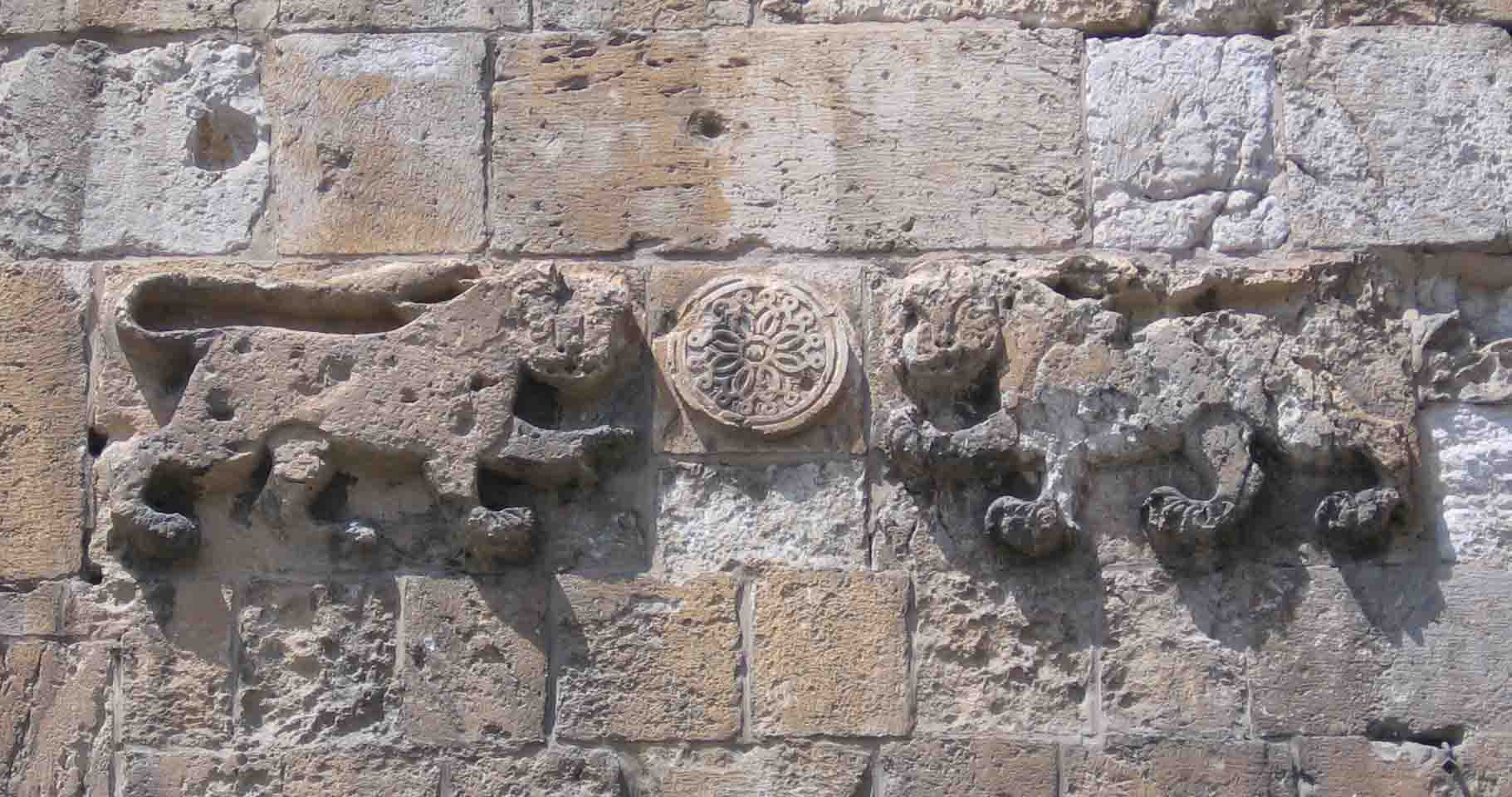
Esculturas de Leões, sendo, na verdade, leopardos.